# Mangifera foetida
Mangifera foetida es una especie de mango perteneciente a la familia de las anacardiáceas.

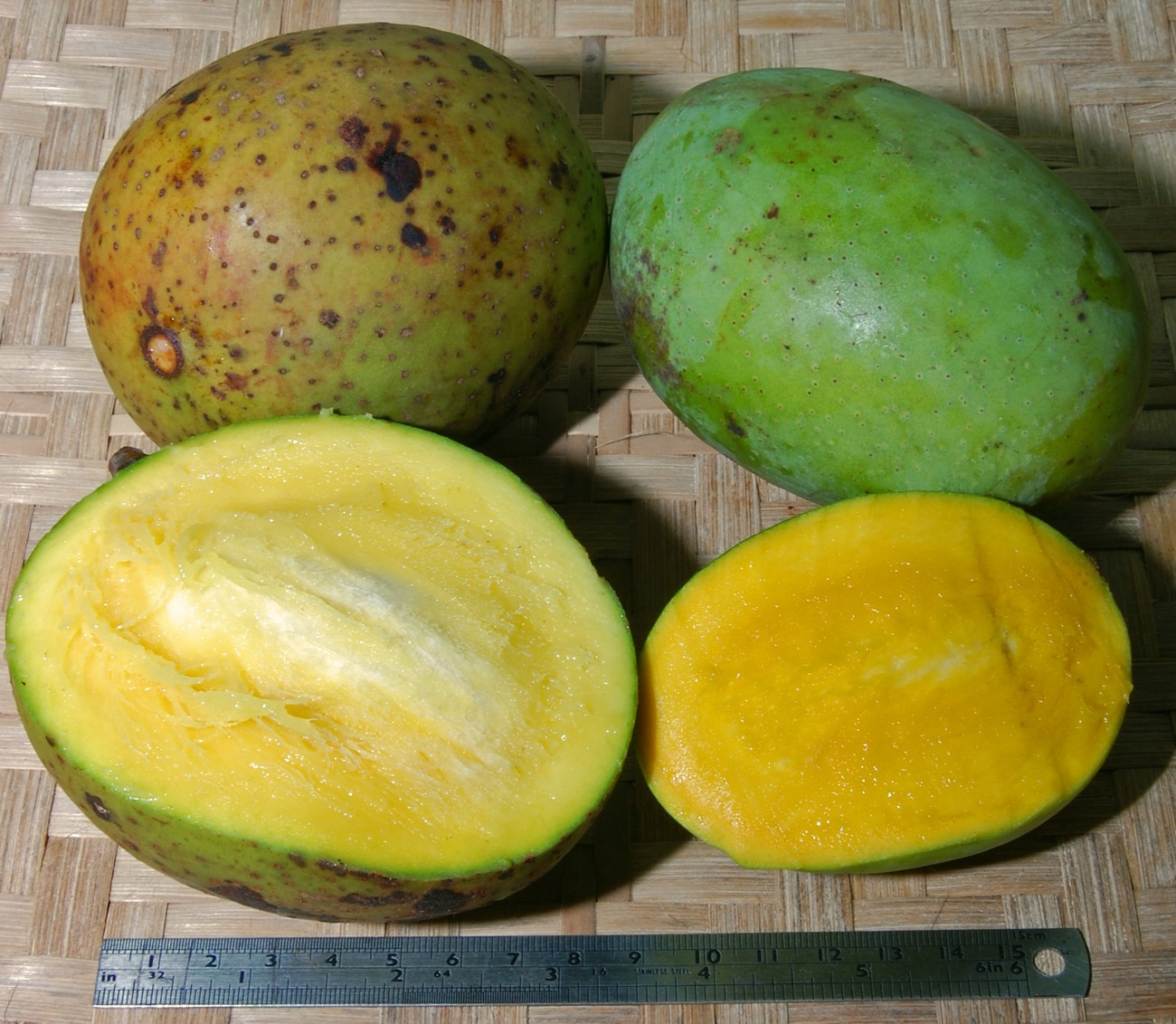
Frutos

## Hábitat
Es endémica de Indonesia, Malasia, Birmania, Singapur, Tailandia, y Vietnam creciendo en zonas tropicales húmedas hasta los 1000 m s. n. m.

## Descripción
Es un árbol que alcanza hasta 35 metros de altura con un tronco recto, La corteza es de color marrón claro a oscuro-gris-marrón. Su látex es un rápido y fuerte irritante de la piel.  Las hojas son elípticas a ovado-elípticas, coriáceas y de 15 a 40 centímetros de largo y 9 a 15 centímetros de ancho.  Su ápice no es muy agudo, a veces redondeado o fisurado. Su haz es de un fuerte color verde oscuro, la parte inferior (envés) más brillante. La hoja del tallo es fuerte, de 1,5 a ocho centímetros de largo y grueso en la base. Se utilizan en la medicina tradicional como un medio para combatir la fiebre.
Las inflorescencias se encuentran en posición vertical, piramidal, en  panículas de 14 centímetros de longitud. Las flores son de color rosa-rojizo fuerte. Los sépalos son oblongo-aovado y de cuatro a cinco milímetros de largo, los pétalos de seis a nueve milímetros de longitud, estrechamente lanceolados, pálidos en la base y en la parte superior de color amarillento.  Los estambres son de color púrpura oscuro. El ovario es casi esférico, de color amarillo.
El fruto casi esférico, de color verde oliva al amarillo de 7-16 centímetros de longitud. La carne es fibrosa y siempre, dependiendo de la variedad, con una fuerte acidez a trementina o dulce olor con un sabor suave.  Se utilizan las variedades dulces como frutas para la alimentación, mientras que los otros son encurtidos o utilizados para el curry. Las frutas inmaduras son irritantes y es similar al látex de la corteza. Las semillas se usan para tratar la sarna y el eccema.

## Taxonomía
Mangifera foetida fue descrita por João de Loureiro y publicado en Fl. Cochinch. 160 1790.